# Австралийская архиепископия
Австралийская архиепископия (греч. Ιερά Αρχιεπισκοπή Αυστραλίας или Греческая православная архиепископия Австралии, англ. Holy Greek Orthodox Archdiocese of Australia, греч. Ελληνική Ορθόδοξη Αρχιεπισκοπή Αυστραλίας) — епархия Константинопольской православной церкви на территории Австралии.
Епархиальный центр — Сидней

## История
Первым греческим священником, посланным в Австралию, был архимандрит Дорофей (Бакалиарос), окормлявший греческих эмигрантов в Сиднее и Мельбурне.
В марте 1924 года была образована митрополия Австралии и Новой Зеландии, подчинявшаяся Константинопольскому патриархату. Первоначально включала Австралию и Новую Зеландию, но затем юрисдикция епархии была распространена и на Юго-Восточную Азию.
1 сентября 1959 года митрополия Австралии и Новой Зеландии получила статус архиепископии.
8 января 1970 года из неё была выделена в качестве самостоятельной Новозеландская митрополия, в состав которой были включены приходы на территории Новой Зеландии, Индии, Северной и Южной Кореи, Японии, Филиппин, Сингапура, Индонезии и Гонконга.
В настоящее время епархия насчитывает 113 приходов и 8 монастырей.

## Архиереи
Сначала в сане митрополита, а с 1 сентября 1959 — в сане архиепископа

### Управляющие
- Христофор (Книтис) (9 февраля 1924 — 4 февраля 1928)
  - архимандрит Феофилакт (Папафанасопулос) (март 1928 — 30 ноября 1931),  в/у
- Тимофей (Евангелинидис) (30 ноября 1931 — 16 января 1947)
- Феофилакт (Папафанасопулос) (24 августа 1947 — 2 августа 1958)
  - архиепископ Фиатирский Афинагор (Кавадас) (август 1958 — 24 февраля 1959), в/у
- Иезекииль (Цукалас) (24 февраля 1959 — 24 февраля 1968)
  - епископ Назианский Дионисий (Псиахас) (27 февраля — 28 октября 1968), в/у
  - экзарх, митрополит Филадельфийский Иаков (Дзанаварис) (28 октября 1968 — 12 августа 1969),  в/у
- Иезекииль (Цукалас) (12 августа 1969 — 5 августа 1974)
- Стилиан (Харкианакис) (13 февраля 1975 — 25 марта 2019)
- Макарий (Гриниезакис) (с 9 мая 2019)

### Викарии
- Дионисий (Псиахас), епископ Назианзский (1959 — 1970)
- Хризостом (Папалабру), епископ Миринский (1960 — 1966)
- Пантелеимон (Склавос), епископ Феупольский (1971 — 1984)
- Аристарх (Мавракис), епископ Зенупольский (1972 — 1981)
- Иезекииль (Кефалас), епископ Дервский (1977 — 2021)
- Павел (Лаиос), епископ Христианопольский (1984 — 1994)
- Иосиф (Харкиолакис), епископ Арианзоский (1989 — 2003)
- Серафим (Гинис), епископ Аполлонийский (1991 — 2019)
- Серафим (Мендзелопулос), епископ Христианопольский (2001 — 2003)
- Никандр (Паливос), епископ Дорилейский (2001 — 2019)
- Иаков (Цигунис), епископ Милитупольский (с 2011)
- Емилиан (Кутузис), епископ Мелойский (2019 — 2023)
- Элпидий (Каралис), епископ Кианейский (2020 — 2024)
- Силуан (Фотинеас), епископ Синопский (2020 — 2024)
- Кириак (Михаил), епископ Созопольский (2021 — 2024)
- Христодул (Иконому), епископ Магнесийский (с 2021)
- Евмений (Василопулос), епископ Керасунтский (2021 — 2024)
- Варфоломей (Анастасиадис), епископ Хариопольский (2021 — 2024)